# Euherdmania pulchra
Euherdmania pulchra är en sjöpungsart som först beskrevs av Friedrich Ritter 1901.  Euherdmania pulchra ingår i släktet Euherdmania och familjen Euherdmanniidae. Inga underarter finns listade i Catalogue of Life.